# Andreas Wels
Andreas Wels (Schönebeck, 1º gennaio 1975) è un tuffatore tedesco. Vinse la medaglia d'argento ai Giochi olimpici di Atene 2004, in coppia con Tobias Schellenberg, dal trampolino 3 metri sincro.

## Palmarès
- Giochi olimpici

Atene 2004: argento nel trampolino 3m sincro
- Mondiali di nuoto

Barcellona 2003: bronzo nel sincro 3 m.
Montreal 2005: argento nel sincro 3 m.
Melbourne 2007: bronzo nel sincro 3 m.
- Europei di nuoto

Siviglia 1997: oro nel trampolino 1 m e argento nel trampolino 3 m.
Istanbul 1999: argento nel trampolino 1 m.
Helsinki 2000: oro nel sincro 3 m.
Berlino 2002: argento nel sincro 3 m e nel trampolino 3 m.
Madrid 2004: oro nel trampolino 3 m.
Budapest 2006: oro nel sincro 3 m.
Eindhoven 2008: argento nel sincro 3 m.